# Я дуже збуджений
«Швидкоплинні коханці» або «Закохані пасажири» (ісп. Los amantes pasajeros) — іспанська комедія 2013 року, сценаристом і режисером якої є Педро Альмодовар. Дев'ятнадцятий повнометражний фільм в кар'єрі режисера, його повернення до жанру комедії.
Світова прем'єра фільму відбулася 8 березня 2013 року у Мадриді і в Кальсада-де-Калатрава, на малій батьківщині режисера. Стрічка отримала номінації на премію Європейської кіноакадемії за найкращу комедію і за найкращий фільм на думку глядачів, а також на премію «Гойя» за найкращі костюми.

## Сюжет
Аеробус А340 компанії «Пенінсула» здійснює переліт з Мадрида в Мехіко. Під час польоту виявляється серйозна технічна поломка. У міру того, як пасажири усвідомлюють, що приречені, вони починають знімати з себе маски, розкривати власні секрети і вади, поставати перед глядачами такими, якими є насправді. На борту літака знаходяться: три стюарда-гея Фахас (Карлос Аресес), Хосерра (Хав'єр Камара), Уйо (Рауль Аревало); головний пілот Алекс Асеро (Антоніо де ла Торре), щасливий сім'янин і бісексуал, коханець стюарда Хосерри; другий пілот Беніто Морон (Уго Сільва); ясновидиця Бруна (Лола Дуеньяс), яка все ще незаймана, тому що чоловіки її бояться; сеньйор Мас (Хосе Луїс Торрихо), корумпований підприємець, який біжить з Іспанії; Інфант (Хосе Марія Яспік), людина, про яку не знають майже нічого крім того, що він читає книгу «2666»; Норма Бос (Сесилія Рот), порнодива в минулому, володіє компроматом на 600 головних осіб Іспанії; Рікардо Галан (Гільєрмо Толедо), актор-невдаха; молодята, які вирушили у весільну подорож (Мігель Анхель Сільвестре і Лайя Марті). Також у фільмі діють другорядні персонажі: Рут (Бланка Суарес); Альба (Пас Вега); Леон (Антоніо Бандерас), саме з його вини відбувається поломка в літаку; Джессіка (Пенелопа Крус), його дружина; а також консьєржка в під'їзді, де живе Альба.
Загалом сюжет фільму є сатирою на економічну кризу в ЄС і, зокрема, в Іспанії.

## У ролях
- Антоніо Бандерас — камео/епізод (Леон)
- Пенелопа Крус — камео/епізод (Джесіка)
- Антоніо де ла Торре — Алекс Асеро
- Уго Сільва — другий пілот Беніто Морон
- Пас Вега — Альба
- Сесилія Рот — Норма
- Бланка Суарес — Рут
- Карлос Аресес — Фахас
- Хав'єр Камара — Хосерра
- Рауль Аревало — Уйо
- Лола Дуеньяс — Бруна
- Хосе Луїс Торрихо — Мас
- Хосе Марія Яспік — Інфант
- Гільєрмо Толедо — Рікардо Галан
- Мігель Анхель Сільвестре і Лайя Марті — молодята

Як і в більшості фільмів Педро Альмодовара, в цьому фільмі в епізодичній ролі знявся його брат Агустін Альмодовар. Він зіграв диспетчера аеропорту в кінці фільму.

## Робота над фільмом
Кілька сцен фільму було знято в аеропорту міста Сьюдад-Реаль. Офіційний постер був створений відомим іспанським художником Хав'єром Марискалем.

## Цікавинки
- Плакат фільму з назвою Los amantes pasajeros висить в кабінеті режисера Енріке Годеда, головного героя фільму Альмодовара «Погане виховання» (2004)[10]
- Назва фільму — відсилання до пісні вісімдесятих «I'm So Excited» у виконанні гурту The Pointer Sisters, яка звучить у фільмі.
- Назва літака Chavela Blanca —  це натяк на улюблену співачку і подругу Педро Альмодовара Чавелу Варгас, а також на ще одну подругу, Бланку Санчес.
- Назва авіакомпанії Península («Півострів») написана скорочено на крилі літака як Пе (англ. Pe), що є відомим прізвиськом Пенелопи Крус.
- Це сьомий фільм Альмодовара за участю Антоніо Бандераса і п'ятий для Бандераса за участю Пенелопи Крус. Однак всі разом вони працювали вперше.